# Serianus
Serianus (лат.) — род псевдоскорпионов из семейства Garypinidae подотряда Iocheirata.

## Описание
Мелкие псевдоскорпионы, длина тела обычно 1—2 мм (некоторые крупнее, длина у Serianus validus до 5 мм, у Serianus arboricola до 4,5 мм). Имеют сильно разделенные аролии на цевках всех ног. Часто находятся под корой деревьев. Виды этого рода встречаются в Америке, Северной Африке, на Ближнем Востоке, в Средней Азии и Океании.

## Классификация
Согласно Pseudoscorpions of the World (version 3.0):
- Serianus arboricola (Chamberlin, 1923)
- Serianus argentinae Muchmore, 1981
- Serianus biimpressus (Simon, 1890)
- Serianus birabeni Feio, 1945
- Serianus bolivianus (Beier, 1939)
- Serianus carolinensis Muchmore, 1968
- Serianus dolosus Hoff, 1956
- Serianus galapagoensis Beier, 1978
- Serianus gratus Hoff, 1964
- Serianus litoralis (Chamberlin, 1923)
- Serianus minutus (Banks, 1908)
- Serianus patagonicus (Ellingsen, 1904)
- Serianus pusillimus Beier, 1959
- Serianus sahariensis Mahnert, 1988
- Serianus salomonensis Beier, 1966
- Serianus serianus (Chamberlin, 1923)
- Serianus solus (Chamberlin, 1923)
- Serianus validus (Beier, 1971)

Недавно описаны:
- Serianus elongatus Mahnert, 2014
- Serianus maritimus Mahnert, 2014
- Serianus orizabensis Piedra-Jiménez & González-Santillán, 2019